# Simmie Hill
Simmie Hill jr. (Midland, 14 novembre 1946 – Pittsburgh, 14 luglio 2013) è stato un cestista statunitense, professionista nella ABA.

## Carriera
Venne selezionato dai Chicago Bulls al secondo giro del Draft NBA 1969 (16ª scelta assoluta).

## Palmarès
- Più alta percentuale nel tiro da 3 punti nella stagione ABA: (1972-1973)